# 리하르트 술리크

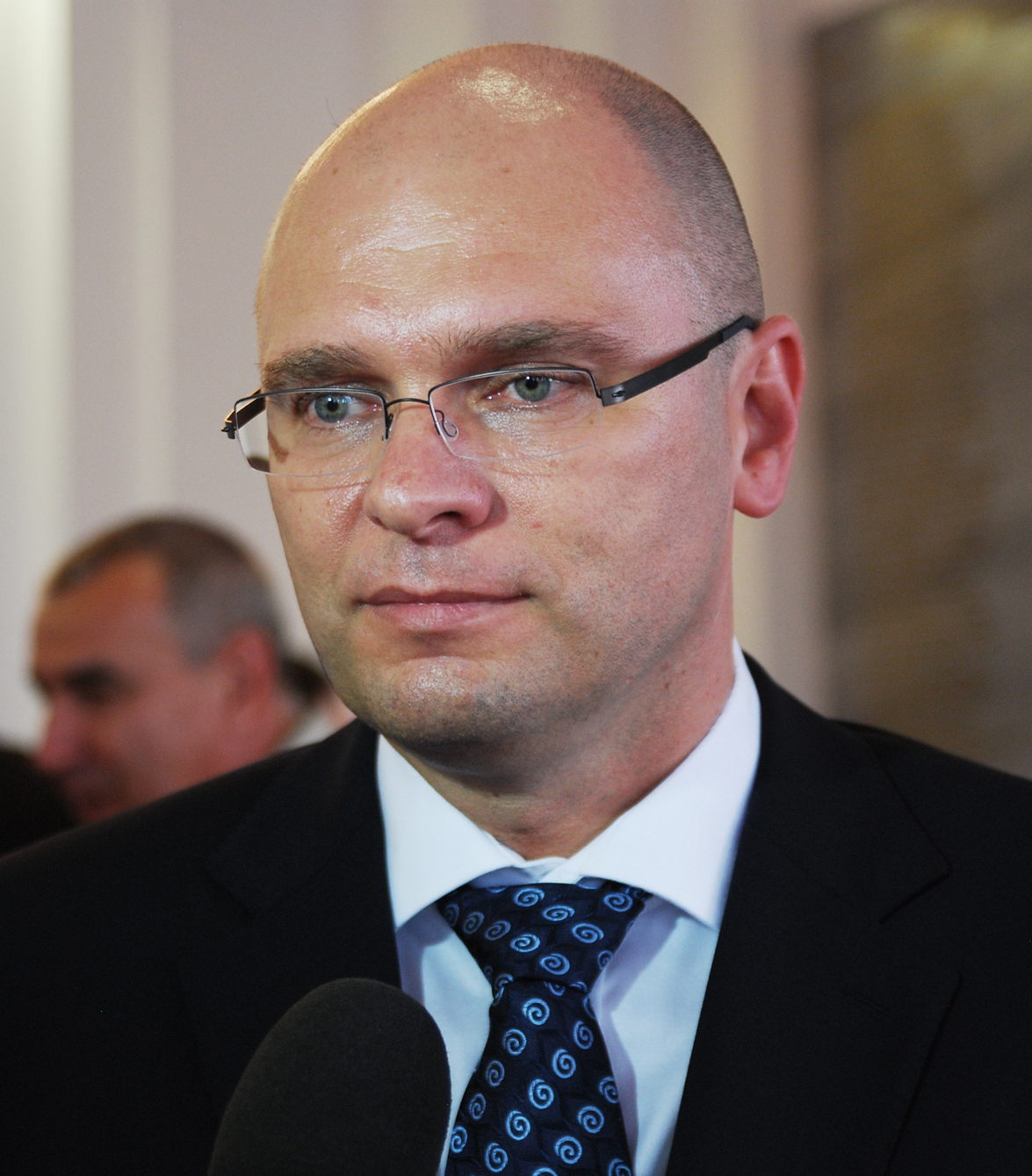
리하르트 술리크

리하르트 술리크(슬로바키아어: Richard Sulík, 1968년 1월 12일 체코슬로바키아 브라티슬라바 ~ )는 슬로바키아의 경제학자, 기업인, 정치인으로 슬로바키아의 자유주의 정당인 자유와 단결의 대표를 지내고 있다.
한때 난민이었지만 중동 출신 무슬림 난민 수용에 반대 입장을 드러내었으며, "만약에 유럽에서 기독교인보다 무슬림이 더 많이 태어난다면 기어이 유럽에서 살지 않겠다"며 반이슬람 감정을 드러내기도 했다.